# Solanum confertiseriatum
Solanum confertiseriatum är en potatisväxtart som beskrevs av Friedrich August Georg Bitter. Solanum confertiseriatum ingår i släktet skattor som ingår i familjen potatisväxter. Inga underarter finns listade i Catalogue of Life.